# Nogometni klub Domžale 2011-2012

## Rosa
| N. |                                 | Ruolo | Calciatore          |
| -- | ------------------------------- | ----- | ------------------- |
| 1  | Slovenia (bandiera)             | P     | Izidor Balažič      |
| 2  | Slovenia (bandiera)             | D     | Gaber Dobrovoljc    |
| 3  | Slovenia (bandiera)             | D     | Darko Topić         |
| 5  | Slovenia (bandiera)             | D     | Rok Hanžič          |
| 7  | Bosnia ed Erzegovina (bandiera) | C     | Dalibor Teinović    |
| 8  | Slovenia (bandiera)             | C     | Blaž Brezovački     |
| 9  | Bosnia ed Erzegovina (bandiera) | A     | Igor Radovanović    |
| 11 | Slovenia (bandiera)             | A     | Damir Pekič         |
| 13 | Croazia (bandiera)              | D     | Ivan Knezović       |
| 14 | Camerun (bandiera)              | C     | Michel Nack Balokog |
| 15 | Slovenia (bandiera)             | D     | Darko Zec           |
| 16 | Slovenia (bandiera)             | C     | Rudi Vancaš Požeg   |
| 17 | Slovenia (bandiera)             | C     | Marko Kovjenić      |
| 18 | Slovenia (bandiera)             | D     | Miroslav Grbić      |
| 19 | Slovenia (bandiera)             | C     | Mitja Zatkovič      |
| 20 | Slovenia (bandiera)             | C     | Marko Drevenšek     |
| 21 | Slovenia (bandiera)             | A     | Amer Krcič          |

| N. |                     | Ruolo | Calciatore      |
| -- | ------------------- | ----- | --------------- |
| 22 | Slovenia (bandiera) | D     | Nejc Skubic     |
| 23 | Slovenia (bandiera) | C     | Jaka Ihbeisheh  |
| 24 | Slovenia (bandiera) | D     | Tadej Rems      |
| 25 | Slovenia (bandiera) | C     | Uroš Korun      |
| 27 | Slovenia (bandiera) | A     | Luka Vrhunc     |
| 28 | Slovenia (bandiera) | C     | Dejan Gerić     |
| 29 | Slovenia (bandiera) | D     | Jure Balkovec   |
| 31 | Slovenia (bandiera) | A     | Liridon Osmanaj |
| 33 | Slovenia (bandiera) | D     | Alen Kavčič     |
| 36 | Slovenia (bandiera) | C     | Miha Kostanjšek |
| 39 | Slovenia (bandiera) | P     | Gregor Zabret   |
| 41 | Slovenia (bandiera) | P     | Nejc Vidmar     |
| 55 | Slovenia (bandiera) | D     | Denis Halilović |
| 87 | Slovenia (bandiera) | D     | Tadej Apatič    |
| 89 | Slovenia (bandiera) | A     | Slobodan Vuk    |
| 99 | Slovenia (bandiera) | C     | Saša Živec      |